# NGC 37
NGC 37 è una galassia lenticolare situata nella costellazione della Fenice. Ha un diametro di circa 42 chiloparsec (137.000 anni luce) e un'età di 12,9 miliardi di anni.
Sembra avere una galassia compagna, chiamata PGC 95382. Quest'ultima infatti ha redshift e velocità radiale (z=0,03007 & V=8880 km/s) molto simili a quelle di NGC 37, per cui le due galassie dovrebbero essere molto vicine tra loro.

## Gruppo di appartenenza
NGC 37 fa parte di SCG2 0009-5713, un gruppo compatto di galassie. Altri membri del gruppo sono PGC 128413, una galassia a spirale e PGC 128414, una galassia lenticolare molto simile a NGC 37 e PGC 95382. Il redshift del gruppo dovrebbe essere attorno 0,031 che è il valore della maggior parte dei membri del gruppo.